# Cephalodella planera
Cephalodella planera är en hjuldjursart som beskrevs av Myers 1940. Cephalodella planera ingår i släktet Cephalodella och familjen Notommatidae. Inga underarter finns listade i Catalogue of Life.